# Luís Delgado
Luís Manuel Ferreira Delgado (Luanda, 1º novembre 1979) è un ex calciatore angolano, di ruolo difensore.

## Carriera

### Club
È giunto al Metz nel 2006 dopo aver militato per tre stagioni nel Petro Atlético Luanda e per due nel Primeiro de Agosto, entrambe squadre angolane. Il 5 giugno 2009 passa al Guingamp, lasciando il club nell'estate 2011, rimanendo svincolato.. Dal 2011 gioca nello Skonto Football Club

### Nazionale
Ha debuttato con la Nazionale angolana nel 1998, in un incontro con lo eSwatini, ed è stato impiegato per l'ultima volta nella partita di qualificazioni ai mondiali 2010 contro il Benin che segnò l'eliminazione della sua nazionale. Nel 2006 è stato convocato dal CT Luís de Oliveira Gonçalves per disputare il campionato del mondo in Germania, rassegna che lo ha visto scendere in campo da titolare in tutti e tre gli incontri giocati dalla squadra.